# 凩輪音
凩輪音（日语：こがらし 輪音）是一位日本作家。

## 經歷
凩輪音在2017年以獲得第24屆電擊小說大獎的「大賞」，隔年2月以標題《天空上的永恆約定》經KADOKAWA出版書籍，該作品截至2020年1月的發行量超過10萬本。

## 作品
- 《天空之上的永恆約定》（2018年2月，MediaWorks文庫）[4][5]
- （2020年1月，MediaWorks文庫 / 2021年10月，台灣角川 / 2022年预定，酷威文化（出品）四川文艺出版社（出版））[6][7]
- （2021年9月，角川書店）[8]

## 外部連結
- 凩輪音的X（前Twitter）